# Halowy mityng lekkoatletyczny Pedro’s Cup 2008

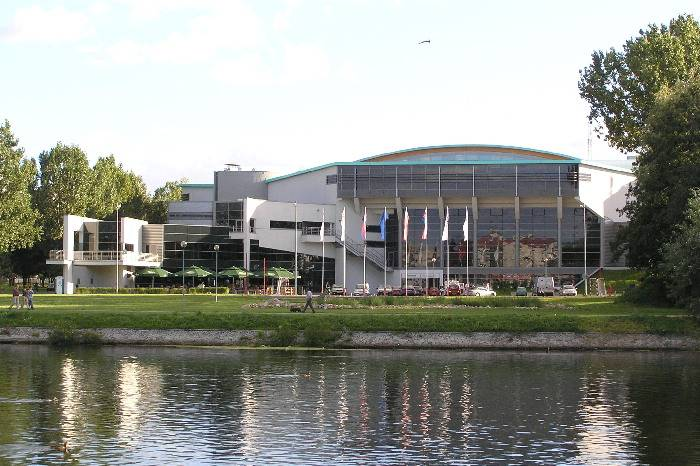
Hala „Łuczniczka” – miejsce rozgrywania mityngu

4. Halowy mityng lekkoatletyczny Pedro’s Cup – czwarta edycja halowego mityngu Pedro’s Cup została rozegrana 20 lutego 2008 w hali „Łuczniczka” w Bydgoszczy. Odbyły się 2 konkurencje: skok o tyczce kobiet oraz skok wzwyż mężczyzn.

## Rezultaty

### Skok o tyczce kobiet

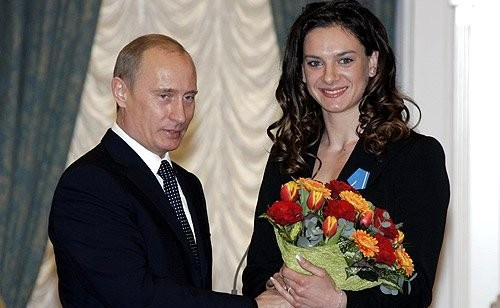
Jelena Isinbajewa

| Pozycja | Zawodnik             | Wynik |
| ------- | -------------------- | ----- |
| 1       | Swietłana Fieofanowa | 4,71  |
| 2       | Jelena Isinbajewa    | 4,61  |
|         | Monika Pyrek         | 4,61  |
| 4       | Julia Gołubczikowa   | 4,61  |
| 5       | Anna Rogowska        | 4,51  |
| 6       | Natalija Kuszcz      | 4,41  |
| 7       | Joanna Piwowarska    | 4,31  |
|         | Fabiana Murer        | NM    |
|         | Paulina Dębska       | NM    |

### Skok wzwyż mężczyzn

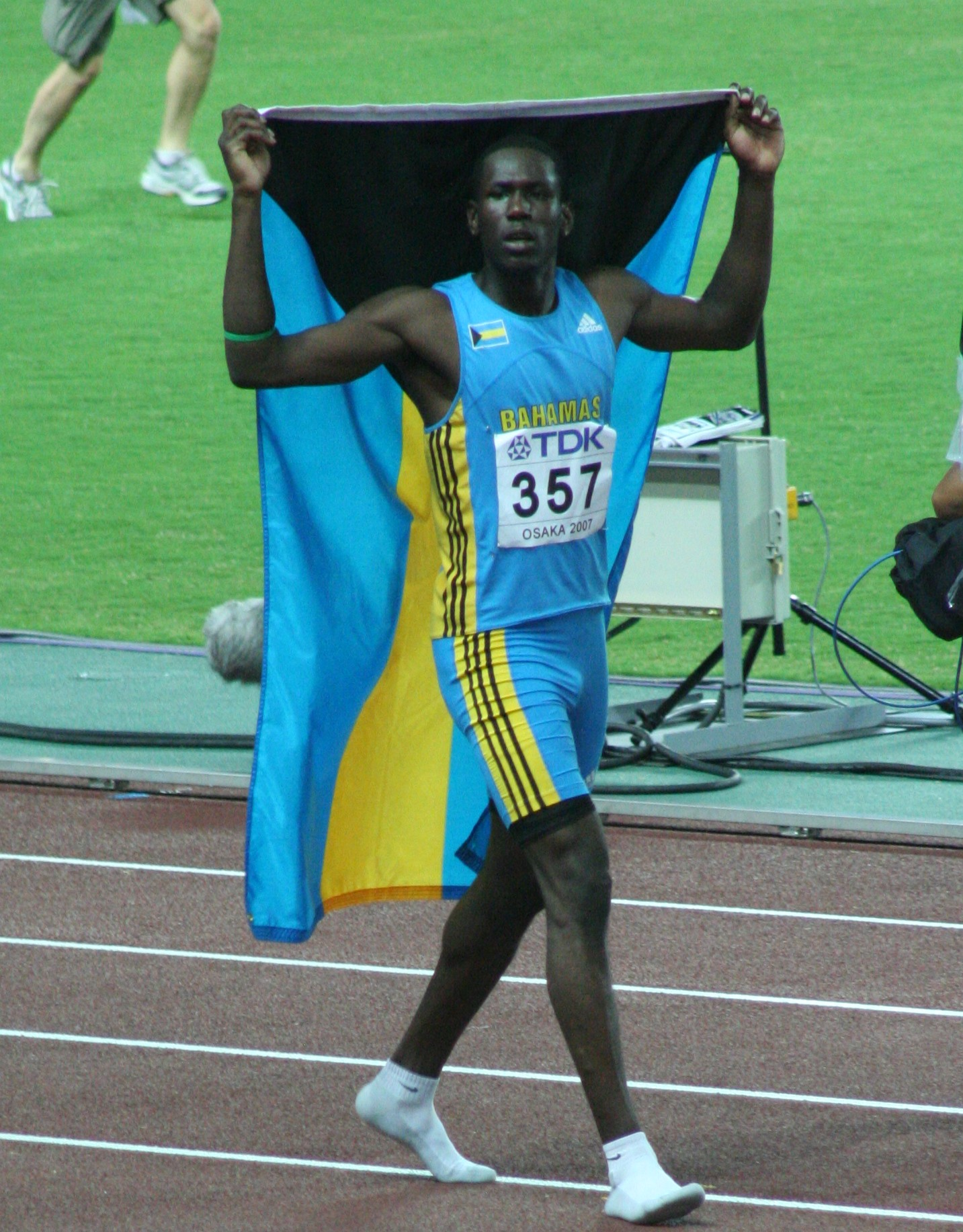
Donald Thomas

| Pozycja | Zawodnik                | Wynik |
| ------- | ----------------------- | ----- |
| 1       | Jarosław Rybakow        | 2,34  |
| 2       | Aleksiej Dmitrik        | 2,30  |
| 3       | Tomáš Janků             | 2,24  |
|         | Jaroslav Bába           | 2,24  |
| 5       | Donald Thomas           | 2,24  |
| 6       | Michał Bieniek          | 2,20  |
| 7       | Jurij Krymarenko        | 2,20  |
| 8       | Grzegorz Sposób         | 2,15  |
| 9       | Robert Wolski           | 2,15  |
| 10      | Aleksander Waleriańczyk | 2,15  |